# مدرع مشعر كبير
مدرع مشعر كبير (الاسم العلمي: Chaetophractus villosus) (بالإنجليزية: Big Hairy Armadillo)‏ هو نوع من الحيوانات يتبع جنس المدرع المشعر من فصيلة المدرعات المتدثرة وأشباهها.